# Ilandža
Ilandža (izvirno srbsko Иланџа) je naselje v Srbiji, ki upravno spada pod Občino Alibunar; slednja pa je del Južnobanatskega upravnega okraja.

## Demografija
V naselju živi 1414 polnoletnih prebivalcev, pri čemer je njihova povprečna starost 44,1 let (42,2 pri moških in 46,0 pri ženskah). Naselje ima 617 gospodinjstev, pri čemer je povprečno število članov na gospodinjstvo 2,80.
To naselje je, glede na rezultate popisa iz leta 2002, v glavnem srbsko, a v času zadnjih štirih popisov je opazen padec v številu prebivalcev.
|  |

| Demografija | Demografija     | Demografija     |
| Leto        | Št. prebivalcev | Št. prebivalcev |
| ----------- | --------------- | --------------- |
|             |                 |                 |
|             |                 |                 |
|             |                 |                 |
|             |                 |                 |
| 1948        | 3132            |                 |
| 1953        | 2896            |                 |
| 1961        | 2926            |                 |
| 1971        | 2805            |                 |
| 1981        | 2426            |                 |
| 1991        | 2023            | 1919            |
| 2002        | 1919            | 1727            |
|             |                 |                 |

| Etnična sestava po popisu iz leta 2002 | Etnična sestava po popisu iz leta 2002 | Etnična sestava po popisu iz leta 2002 | Etnična sestava po popisu iz leta 2002 | Etnična sestava po popisu iz leta 2002 |
| -------------------------------------- | -------------------------------------- | -------------------------------------- | -------------------------------------- | -------------------------------------- |
| Srbi                                   | Srbi                                   |                                        | 1.492                                  | 86,39%                                 |
| Romi                                   | Romi                                   |                                        | 97                                     | 5,61%                                  |
| Črnogorci                              | Črnogorci                              |                                        | 33                                     | 1,91%                                  |
| Makedonci                              | Makedonci                              |                                        | 18                                     | 1,04%                                  |
| Slovaki                                | Slovaki                                |                                        | 17                                     | 0,98%                                  |
| Romuni                                 | Romuni                                 |                                        | 14                                     | 0,81%                                  |
| Madžari                                | Madžari                                |                                        | 12                                     | 0,69%                                  |
| Jugoslovani                            | Jugoslovani                            |                                        | 12                                     | 0,69%                                  |
| Hrvati                                 | Hrvati                                 |                                        | 9                                      | 0,52%                                  |
| Muslimani                              | Muslimani                              |                                        | 1                                      | 0,05%                                  |
| Neznano                                | Neznano                                |                                        | 14                                     | 0,81%                                  |